# Morgan Freeman
Morgan Porterfield Freeman Jr (født 1. juni 1937) er en amerikansk teater- og filmskuespiller. Freeman er mest kendt for sin medvirken i filmene De nådesløse, En verden udenfor, Se7en, Deep Impact, Bruce Den Almægtige samt rollen som Lucius Fox i Christopher Nolans Batman-trilogi; Batman Begins, The Dark Knight og The Dark Knight Rises. Desuden har hans autoritative stemme ofte været brugt som fortællerstemme i film og på tv.

## Opvækst
Freeman blev født 1. juni 1937 i Memphis, Tennessee, som søn af lærerinde Mamie Edna Revere (1912–2000) og barber Morgan Porterfield Freeman (1915–1961).
Freeman har tre søskende.

## Karriere
Freeman fik sit store gennembrud i en relativ sen alder som chaufføren Hoke i Driving Miss Daisy - en rolle, som han også blev Oscar-nomineret for. Han har været nomineret til en Oscar fem gange og vandt en af disse for sin rolle som Eddie Dupris i Million Dollar Baby.

## Privatliv
Freeman har været gift to gange. Han har tre biologiske børn og to adoptivbørn.

## Filmografi
- Angel Has Fallen (2019)
- Now You See Me 2 (2016)
- London Has Fallen (2016)
- Ted 2 (2015)
- Lucy - Professor Samuel Norman (2014)
- Transcendence - Joseph Tagger (2014)
- The Lego Movie - Vitruvius, stemme (2014)
- Now You See Me (2013)
- Olympus Has Fallen (2013)
- Oblivion (2013)
- The Dark Knight Rises (2012)
- Dolphin Tale  (2011)
- RED (2010)
- Invictus (2009)
- The Code - Thick as Thieves (2009)
- The Dark Knight (2008)
- Wanted (2008)
- The Bucket List (2007)
- Feast of Love (2007)
- Gone Baby Gone (2007)
- Du Almægtige, Evan - Evan Almighty (2007)
- The Contract (2006)
- 10 Items or Less (2006)
- Lucky Number Slevin (2006)
- Edison – City of Crime - Edison (2005)
- En ny dag i livet - An Unfinished Life (2005)
- Batman Begins (2005)
- Danny the Dog (2005)
- Million Dollar Baby (2004)
- The Big Bounce (2004)
- Bruce Den Almægtige - Bruce Almighty (2003)
- Dreamcatcher (2003)
- Levity (2003)
- The Sum of All Fears (2002)
- Den skjulte sandhed - High Crimes (2002)
- Edderkoppens spind - Along Came a Spider (2001)
- Nurse Betty (2000)
- Under Suspicion (2000)
- Deep Impact (1998)
- Hard Rain (1998)
- Amistad (1997)
- Samleren - Kiss the Girls (1997)
- Kædereaktion - Chain Reaction (1996)
- Outbreak (1995)
- Se7en (1995)
- En verden udenfor - The Shawshank Redemption (1994)
- De nådesløse – Unforgiven (1992)
- The Power of One (1992)
- Robin Hood - Den Fredløse - Robin Hood: Prince of Thieves (1991)
- Forfængelighedens bål - The Bonfire of the Vanities (1990)
- Ærens mark – Glory (1989)
- Driving Miss Daisy (1989)
- Smukke Johnny - Johnny Handsome (1989)
- Lean on Me (1989)
- Livet tur/retur - Clean and Sober (1988)
- Street Smart (1987)
- Death of a Prophet (TV) (1980)
- The Electric Company (TV-serie) (1971-77)